# Office national d'identification (Côte d'Ivoire)
L'Office national d'identification(ONI), en Côte d'Ivoire, est une structure de l'État qui a pour mission d'identifier l'ensemble des habitants du pays, qu'ils soient nationaux ou étrangers.